# Trichocladium
Trichocladium — рід грибів родини Chaetomiaceae. Назва вперше опублікована 1871 року.